# Carl Christensen (sadelmager)
 For alternative betydninger, se Carl Christensen. (Se også artikler, som begynder med Carl Christensen)
Carl Adolf Ferdinand Christensen (født 26. juni 1811 i København, død 25. marts 1887) var en dansk sadelmager og politiker.
Christensen blev udlært sadelmager i 1832 og blev sadelmagermester i 1837. Han har med til at stifte Håndværkerdannelsesforeningen i 1847 og var foreningens første formand. Han sad i bestyrelsen for Det tekniske Institut 1856-1858 og var medstifter af Københavns Lånebank i 1853.
I 1848 var han med til at arrangere Hippodrommøderne i København som krævede en fri forfatning.
Han var blandt de mest fremtrædende ved grundlovsfesten ved Eremitagen i 1854, hvor en stor forsamling var mødt frem for at protestere mod planer om at indskrænke grundloven fra 1849 og dermed demokratiet.
Christensen var medlem af Københavns Borgerrepræsentation 1848-1858 og medlem af Københavns overordnede Sundhedskommission fra 1853. Han var medlem af Folketinget valgt i Københavns 5. valgkreds fra 27. maj 1853 til 14. juni 1858. Han havde tidligere også stillet op ved folketingsvalgene i 1849 og 1852 men tabt disse valg.
Han gik fallit 9. januar 1858. Han mistede rådigheden over sit bo og kunne derfor ikke længere have offentlige hverv.